# لويزا جين هال
لويزا جين هال (بالإنجليزية: Louisa Jane Hall)‏ (7 فبراير 1802 في الولايات المتحدة - 1892)؛ كاتِبة، شاعرة وروائية أمريكية.